# Nathan Adler
Nathan ben Simeon ha-Kohen Adler, född 16 december 1741 i Frankfurt am Main, död 17 december 1800 på samma plats, var en tysk rabbin.
Adler grundade tidigt en Yeshiva i sin hemstad. På grund av en dragning till den kabbalistiska mystiken utsattes hans skola för ortodox kritik och han exkommunicerades. Hans undervisning traderades senare av lärjungen Mose Sofer.